# TAF Deutsche Meisterschaft Orientalischer Tanz 2022
Die TAF Deutsche Meisterschaft Orientalischer Tanz 2022, der offizielle deutsche Meisterschaftswettbewerb zum Orientalischen Tanz unter der Schirmherrschaft des TAF Germany, fand vom 9. bis 11. September 2022 in Baunatal statt. Der Meisterschaftsgewinn qualifiziert für internationale Wettbewerbe, etwa jene der International Dance Organization und den Dance World Cup.

## Organisation und Ablauf
Der Wettbewerb fand in der Stadthalle Baunatal statt. Schirmherr des Wettbewerbs ist der TAF Germany, direkte Organisatoren waren die OTB German Dance Company und der Bundesverband Orientalischer Tanz e.V. (BVOT).
Insgesamt kam es in den verschiedenen Kategorien zu rund 350 Starts, vergeben wurden insgesamt 132 Pokale und 96 Medaillen. Wertungsrichter waren Nadine Bernhard, Shahrazad und Kati Eichel, sowie als internationale Wertungsrichter Abeer Will und Alexandra Rederer.

## Turnierergebnisse 2022 (nur Erwachsene Solo)
Ergebnisse nach Angaben des TAF
| Disziplin                                            | Gold                                                 | Silber                      | Bronze                  |
| ---------------------------------------------------- | ---------------------------------------------------- | --------------------------- | ----------------------- |
| Orientalisch – Contemporary – Solo – Erwachsene 1    | Nadja Kniss                                          | Patricia Stephan            | Evanthia Zanic          |
| Orientalisch – Contemporary – Solo – Erwachsene 2    | Romy Mimus                                           | Anja Lempe                  | Stefanie Bergmeir-Hupfe |
| Orientalisch -Contemporary – Solo – Erwachsene 3     | Ulrike Mimus                                         | Simone Djimona Weier-Kremer | Rita Rocker             |
| Orientalisch – Folklore – Solo – Erwachsene 1        | Erika Gubbe                                          | Nadja Kniss                 | Evanthia Zanic          |
| Orientalisch – Folklore – Solo – Erwachsene 2        | Romy Mimus                                           | Anja Klaus                  | Anette Feneberg         |
| Orientalisch – Folklore – Solo – Erwachsene 3        | Ulrike Mimus                                         | Carola Homann               | Anja Möller             |
| Orientalisch – Klassisch – Solo – Erwachsene 1       | Erika Gubbe                                          | Lorraine Wilhelm            | Evanthia Zanic          |
| Orientalisch – Klassisch – Solo – Erwachsene 2       | Romy Mimus                                           | Ulrike Mimus                | Melanie Malaica Brucker |
| Orientalisch – Show / Fantasie – Solo – Erwachsene 1 | Helen Habel                                          | Patricia Stephan            | Karina Schulz           |
| Orientalisch – Show / Fantasie – Solo – Erwachsene 2 | Melanie Malaica Brucker, Evanthia Zanic, Romy Mimus. |                             |                         |
| Orientalisch – Show / Fantasie – Solo – Erwachsene 3 | Ulrike Mimus                                         | Anja Möller                 | Iryna Adamova           |
| Orientalisch – Tribal Fusion                         | Elisabeth Sowa                                       | Stefanie Bergmeir-Hupfer    | Anika Gloge             |